# Israel Arnell
Israel Arnell, född 1675 i Hudiksvall (enligt osäker uppgift), död 6 juni 1733 i Söderhamn, var en svensk borgmästare och lagkommentator.
Enligt Observationes ad antiquitates Helsingiæ, vilken ingår i Ol. Ol. Flodmans manuskriptsamling Topographica Suecana, som förvaras i Uppsala universitetsbibliotek, var Arnell född 1675 i Hudiksvall av en släkt härstammande från By socken i Dalarna. Han var ursprungligen arklimästare och tillförordnad kassör i Reval. Han var vice borgmästare i Enköpings stad 1711–1712, blev vice borgmästare i Söderhamns stad 1714, därjämte tillfälligtvis tillförordnad häradshövding. Han var borgmästare i Söderhamn från 1719 till sin död och ledamot av borgarståndet 1719 och 1723.
År 1714 klagade Arnell i ett brev till landshövdingen över att han ej kunde förmå stadstjänaren att kalla borgerskapet till allmän rådstuga och att ej ens fått nyckeln till rådstugan, då denna egenmäktigt behållits av den avsatte borgmästaren Magnus Blix d.y. Till skillnad från företrädaren var Arnell inte tillika faktor vid Söderhamns gevärsfaktori och kunde därigenom helt ägna sig åt kommunala värv. Trots att han förefaller ha saknat egentlig juridisk utbildning var han en skicklig jurist och förstod att hushålla med stadens knappa medel. Förutom sin befattning som justitieborgmästare och ordförande i rådhusrätten förestod han stadens drätsel, fungerade både som notarie och kassör och var därjämte även arkitekt och byggmästare.
Under Arnells tid som borgmästare inträffade den 21 maj 1721 ryssarnas nedbränning av staden (se även Rysshärjningarna). Om plundringen och förstörelsen föreligger i Söderhamns rådhusarkiv en skrivelse, vilken är skriven av Arnell den 26 september 1721 till överhovpredikanten magister Magnus Sahlstedt, men adresserad till kamreraren Joh. Mohrström. Arnells första stora uppgift blev att återuppbygga staden och han gjorde själv ritningarna till prästgården och tullstugan.
Arnell utgav en med talrika hänvisningar försedd kommentar till Swerikes stadzlagh (1730).